# Celtic punk
Celtic punk is een muziekgenre dat punkrock vermengt met traditionele Keltische muziek. The Pogues worden vaak gezien als de uitvinders van het genre. Celticpunkbands coveren vaak liedjes uit de Ierse folk. Hun eigen geschreven liedjes gaan vaak over politiek, de arbeidersklasse of het drinken van alcohol. Het genre wordt vaak gezien als een deel van de folkpunk, maar bands uit dat genre laten zich meer inspireren door Amerikaanse en Engelse folk, terwijl celticpunkbands zich laten inspireren door Schotse en Ierse muziek.

## Instrumenten
Naast de standaardrockinstrumenten (gitaar, bas en drums) worden in de celtic punk veel andere (vaak typisch Keltische) instrumenten gebruikt, zoals de doedelzak, de viool, de tinwhistle, de accordeon, de mandoline en de banjo.

## Bands
Enkele celticpunkbands met een pagina op de Nederlandstalige Wikipedia zijn:
- Dropkick Murphys
- Flogging Molly
- The Pogues
- The Real McKenzies
- Street Dogs